# サマー・センセイション
『サマー・センセイション』は、柏原よしえ4枚目のオリジナル・アルバム。1982年6月8日にフィリップス・レコードより発売された。

## 概要
アルバムの帯コピーは、”恋する夏、ゆれる渚……輝くよしえ！”
公称アルバム売上は16万枚。シングル「恋人たちのキャフェテラス」、「渚のシンデレラ」とそのB面曲「ロマンチックにI love you」を含む全10曲を収録。「渚のシンデレラ」はイントロに波音の効果音が追加されたアルバム・バージョン。「ロマンチックにI love you」は、イントロとキー、ボーカルテイクがシングル・バージョンとは異なる。
”柏原よしえ”名義としては最後のアルバムであり、次作『セブンティーン』からは漢字表記の”柏原芳恵”名義となる。
2018年8月29日には、オリジナルの収録曲に加え「渚のシンデレラ」と「ロマンチックにI love you」のシングル・バージョンや、1982年7月10日発売の企画シングル「しあわせ音頭」とそのB面曲「恋人よ帰れ」をボーナストラックとして追加収録し、『サマー・センセイション+4』としてユニバーサルミュージックより、紙ジャケット仕様でSHM-CDが発売された。

## 収録曲

### LP

#### SIDE A
1. 渚のシンデレラ（アルバム・バージョン）
作詞・作曲：藤原いくろう　編曲：竜崎孝路
  - 9枚目のシングルA面曲。イントロにはシングル・バージョンに無い波音の効果音が追加されている。
2. ロマンチックにI love you（アルバム・バージョン）
作詞：三浦徳子　作曲：小泉まさみ　編曲：竜崎孝路
  - 「渚のシンデレラ」のB面曲。イントロとキー、ボーカルテイクがシングル・バージョンとは異なる。
3. 恋はサーフィン
作詞：松田侑利子　作曲：鈴木邦彦　編曲：竜崎孝路
4. 夕陽のコンチェルト
作詞：三浦徳子　作曲：小泉まさみ　編曲：後藤次利
5. 夏のロマンス
作詞：岡田冨美子　作曲・編曲：大野克夫

#### SIDE B
1. 鐘が鳴る
作詞：三浦徳子　作曲：馬飼野康二　編曲：竜崎孝路
2. 太陽の季節
作詞：岡田冨美子　作曲：網倉一也　編曲：竜崎孝路
3. 恋したがりや
作詞：三浦徳子　作曲・編曲：竜崎孝路
4. 恋人たちのキャフェテラス
作詞：三浦徳子　作曲：小泉まさみ　編曲：船山基紀
  - 8枚目のシングルA面曲。
5. 思い出のシルエット
作詞・作曲・編曲：藤原いくろう

### サマー・センセイション+4（SHM-CD）
1. 渚のシンデレラ（アルバム・バージョン）
2. ロマンチックにI love you（アルバム・バージョン）
3. 恋はサーフィン
4. 夕陽のコンチェルト
5. 夏のロマンス
6. 鐘が鳴る
7. 太陽の季節
8. 恋したがりや
9. 恋人たちのキャフェテラス
10. 思い出のシルエット
[ボーナス・トラック]
11. 渚のシンデレラ（シングル・バージョン）
作詞・作曲：藤原いくろう　編曲：竜崎孝路
12. ロマンチックにI love you（シングル・バージョン）
作詞：三浦徳子　作曲：小泉まさみ　編曲：後藤次利
13. しあわせ音頭
作詞：藤田まさと　作曲：細野晴臣　編曲：清水信之
  - 1982年7月10日発売の企画シングルA面曲。
14. 恋人よ帰れ
作詞・作曲：佐々木勉　編曲：桜庭伸幸
  - 「しあわせ音頭」のB面曲。